# Sankt Annæ Pigekor
Sankt Annæ Pigekor er et kor bestående af ca. 130 piger fra Sankt Annæ Gymnasiums folkeskole. Koret blev dannet i 1973 som en pendant til Københavns Drengekor, idet piger for første gang kunne blive optaget på skolen. Hvert forår holder pigekoret deres turné, hvor de rejser ud i verden og synger. I år 2007 var de i U.S.A, men de har også været i blandt andet Italien, Island og også Asien. I 2019 var pigekoret i Californien. Sankt Annæ Pigekor, er delt op i 2 grupper. 6-7. klasse danner ét kor, og 8-9. klasse pigerne, danner et andet kor. En sjælden gang holder de koncerter sammen (Jule- og forårskoncert) , men er ofte separeret. Korets protektor er HKH Prinsesse Benedikte og korets chefdirigent er Anne-Terese Sales.
Pigerne fra 7, 8. og 9. klasse har også mulighed for at deltage i Sankt Annæ Pigekors Kammerkor, der består af ca. 25 piger. Kammerkoret har været på turne i England flere gange.